# Sina Chalili
Sina Mahdi Chalili (pers. سینا خلیلی; ur. 26 czerwca 2006) – irański zapaśnik walczący w stylu wolnym. 
Brązowy medalista mistrzostw Azji w 2025. Mistrz świata i Azji kadetów w 2023 roku. 